# أحمد عزام
احمد عزام (مواليد 27 يونيو 1977) لاعب كرة قدم سوري سابق والمدرب الحالي لنادي الكرامة السوري الذي ينافس في الدوري السوري الممتاز.

## بداياته
بدأ مسيرته بعمر 13 سنة في نادي المحافظةولعب لكافة الفئات العمرية ثم انتقل بعمر 19 سنة إلى نادي الجيش حيث لعب اغلب سنوات مسيرته قبل ان ينتقل موسم2009 إلى نادي الوحدة لكن كثرة الاصابات انهت مسيرته ليعتزل بعد موسم واحد في ناديه الام نادي المحافظة .

## انجازاته
- مع نادي نادي الجيش :

- بطولة الدوري السوري مواسم :1999-2000-2002-2003-2004
- بطولة كأس سوريا مواسم :1997-1998-2002-2004
- وصيف دوري أبطال العرب مواسم :1998-1999
- هداف تصفيات الأندية العربية في الأردن في 1999 برصيد /4/ أهداف .
- أفضل لاعب في بطولة الأندية العربية في القاهرة في 1999
-هداف بطولة النخبة العربية في الأردن عام 2000
-أفضل لاعب في سورية موسمي 2000-2001.
- مع نادي المحافظة :

- بطل الدوري السوري الدرجة الثانية.
-بطل الدوري السوري الدرجة الاولى.

## شهاداته التدريبية
- شهادة الاتحاد الآسيوي C

- جميع الشهادات التدريبية في الاتحاد العربي السوري لكرة القدم

## روابط خارجية
- أحمد عزام على موقع ناشيونال فوتبول تيمز (الإنجليزية)